# جهش (زمین‌شناسی)

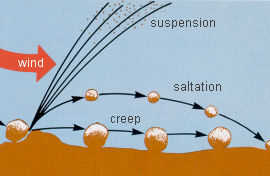
جهش ماسه

جهش (انگلیسی: Saltation) در زمین‌شناسی، به جابه‌جایی یک نوع خاص از ذره به وسیله سیالاتی مانند باد یا آب گفته می‌شود. این اتفاق زمانی رخ می‌دهد که مواد سست از یک بستر برداشته شده و قبل از اینکه به سطح برگردند، توسط جریان باد یا آب حمل می‌شوند. پدیده‌هایی مانند حمل سنگ‌ریزه از طریق رودخانه‌ها، حمل ماسه بر روی سطوح بیابانی، خاک بر روی مزارع، و برف بر روی سطوح صاف مانند شمالگان یا دشت‌های کانادا نمونه‌هایی از فرایند جهش به‌شمار می‌روند.